# Lira Trona

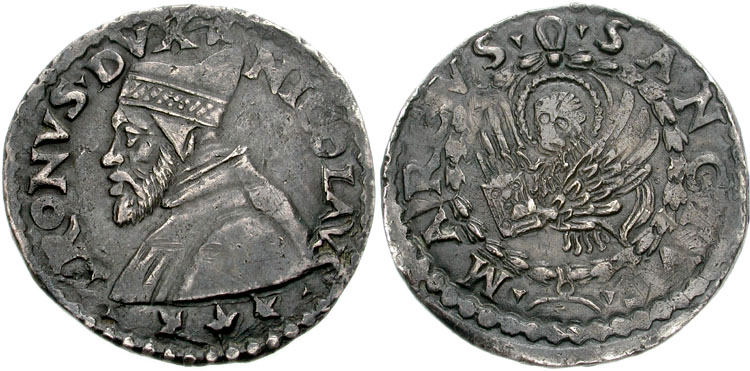
Lira Trona

Lira Trona – srebrna moneta wenecka wprowadzona przez dożę Mikołaja Trona w 1472 roku, należąca do najwcześniejszych europejskich, grubych, srebrnych monet (masa 6,52 grama, zawartość czystego srebra 6,18 grama). Na awersie umieszczono popiersie doży, na rewersie zaś – lwa weneckiego w wieńcu. 
Grube, srebrne monety europejskie takie jak Lira Trona były w użyciu bezpośrednio przed reformą talarową.